# Слотерс (Кентаки)
Слотерс (енгл. Slaughters) град је у америчкој савезној држави Кентаки.

## Демографија
По попису из 2010. године број становника је 216, што је 22 (-9,2%) становника мање него 2000. године.
| Група             | 2000.       | 2010.       |
| Белци             | 237 (99,6%) | 212 (98,1%) |
| Афроамериканци    | 0 (0,0%)    | 0 (0,0%)    |
| Азијати           | 1 (0,4%)    | 1 (0,5%)    |
| Хиспаноамериканци | 0 (0,0%)    | 1 (0,5%)    |
| Укупно            | 238         | 216         |